# The Jimmy Timmy Power Hour
The Jimmy Timmy Power Hour is de vierde cross-over film van NickToons, waarbij de series Jimmy Neutron en Fairly Odd Parents zijn vermengd. De film werd voor het eerst uitgezonden in de VS op Nickelodeon op 7 mei 2004 en werd daarna ook uitgebracht op dvd en video, op 11 mei 2004.

## Plot
Timmy Turner heeft zijn scheikundeproject niet gemaakt, omdat hij te veel tijd besteedde aan het spelen van zijn videospel "Decimator: Crush the Planet". Hij wenst dat hij in het beste lab van Dimmsdale was en hij komt uit in het lab van A.J., een van zijn beste vrienden. Timmy gaat terug naar zijn eigen kamer en wenst dat hij in het beste lab was van het hele universium. Timmy, nu in 3D, komt uit in het lab in Retroville in Texas, de stad waarin Jimmy Neutron woont. Jimmy was bezig met het updaten van zijn robothond Flokkert. Jimmy wordt dan per ongeluk naar Dimmsdale geteleporteerd. Timmy denkt dat Flokkert een spelcomputer is.
Precies op dat moment komen Cas en Rien langs en denken dat Timmy Jimmy is, omdat ze denken dat Jimmy zijn eigen hoofd heeft laten krimpen. Nadat hij met een aantal experimenten heeft gespeeld, komt Timmy Cindy en Debbie tegen. Cindy wordt verliefd op Timmy, ze vindt Timmy knapper dan Jimmy.
In Dimmsdale, ontmoet Jimmy Cosmo en Wanda. Jimmy gelooft dat het hologrammen zijn. Timmy's vader, Vicky en een aantal kinderen van Timmy's school denken dat Jimmy Timmy is, zo ook Timmy's leraar Denzel Crocker. Jimmy gebruikt de Auto-Poofer in de buurt van Crocker, daardoor realiseert Crocker zich dat hij een manier heeft gevonden om in Feeënland te komen. Jimmy teleporteert zich terug naar Timmy's huis en Crocker volgt Jimmy. Dan krijgt Crocker de Auto-Poofer in bezit en hij teleporteert zichzelf, Jimmy, Cosmo en Wanda naar Feeënland.
Terug in Retroville, brengen de tijd Timmy en Cindy met elkaar door, maar dan komt Flokkert, die door wat onhandigheid van Timmy is veranderd in de Decimator uit zijn videospel. Het lukt Timmy om hem de eerste keer te ontwijken en daarna proberen Debbie, Cas en Rien Flokkert te stoppen, het lukt ze echter niet. Timmy realiseert zich wat hij heeft gedaan, maar voordat hij kan ontsnappen, wordt hij opgegeten door de slechte Flokkert. Uiteindelijk lukt het om Flokkert weer de oude te maken. Gelukkig voor Timmy, gelooft Cindy dat Timmy de slechte Flokkert zo heeft gemaakt dat zij het hele voorval kon oplossen.
Terug in Dimmsdale, komt Jimmy in contact met Timmy. Timmy weet al dat Crocker in Feeënland zit. Jimmy luistert niet naar Timmy's plan om Crocker uit Feeënland te halen en weigert hem te helpen. Dan ontdekt Crocker dat als hij een speciale extra grote toverstaf (die de kracht van de staffen van de feeën verzorgt) steelt, dat de feeën hem dan wel móeten gehoorzamen. Het lukt Crocker de speciale toverstaf in handen te krijgen en hij onderwerpt alle feeën, waaronder Cosmo, Wanda en zelfs Jorgen von Strangle (die is veranderd in een schnauzer) aan zich en maakt ze allemaal machtsloos. Jimmy maakt zich klaar om Feeënland te verlaten nadat hij de Auto-Poofer van Crocker heeft gestolen. Nadat hij met Timmy heeft gepraat, die Jimmy ervan overtuigt dat Cosmo en Wanda zo echt zijn voor Timmy als Flokkert voor Jimmy, bedenkt Jimmy ontzettend snel een plan om Crocker te stoppen. Het plan slaagt. Uiteindelijk wordt Crocker door Jorgen aangevallen en Jorgen zorgt ervoor dat Crocker zijn geheugen verliest. Timmy wenst dat Timmy en Jimmy weer terug kunnen keren naar hun huis. Ze schudden de handen in de ruimte tussen hun twee werelden. Timmy is dan weer terug in 2D en Jimmy terug in 3D. Cindy roept dat ze Timmy nooit zal vergeten, terwijl Jimmy roept dat ze uit zijn lab moet gaan.
In Dimmsdale, maakt directrice Waxelplax bekend dat ze de scheikundebeurs zal jureren in plaats van Crocker, die zegt dat hij zijn geheugen is verloren "in een raar schnauzer voorval", waardoor Crocker gestoord is geworden. Cosmo en Wanda merken op wat een goede dag ze hebben gehad, vóórdat Timmy ze herinnert dat hij zijn scheikundeproject niet afheeft. Dan verschijnt Flokkert (als zijn gewone zelf), nu in 2D. Dat zorgt ervoor dat Timmy de scheikundebeurs wint met dank aan Jimmy.

## Andere delen
De Timmy/Jimmy trilogie bevat nog twee andere televisiefilms. De eerste daarvan, When Nerds Collide werd in de VS uitgezonden op 16 januari 2006 en later in datzelfde jaar werd The Jerkinators, als laatste deel, uitgezonden.
- The Jimmy Timmy Power Hour 2: When Nerds Collide, uitgezonden op 16 januari 2006.
- The Jimmy Timmy Power Hour 3: The Jerkinators, uitgezonden op 21 juli 2006.